# Mark Cham

Die Marken Cham und Nabburg um 1055

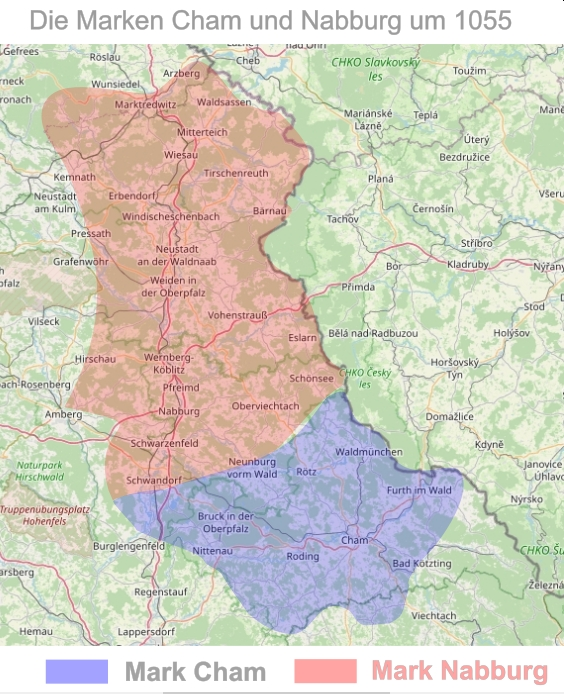
Die Marken Cham und Nabburg um 1055

Die Mark Cham war eine Mark des Römisch-Deutschen Reichs an der Grenze zu Böhmen entlang des Regen und südlich der Mark Nabburg. Sie wurde im Jahr 1055 erstmals urkundlich erwähnt.

## Geographische Lage
Die Mark Cham reichte im Südosten, Osten und Norden bis Weißenregen bei Kötzting, Furth im Wald und Döfering bei Waldmünchen. Die Grenze nach Westen ist unsicher und liegt in der Nähe von Roding. Aus der Verbreitung der markgräflichen Dienstmannensitze, dem Umfang des Dekanats Cham, den Matrikeln von 1286 und 1326 und den ältesten Herzogsurbaren geht hervor, dass die Pfarreien Eschlkam, Rimbach, Kötzting, Moosbach, Lengau (= Chamerau) und Peilstein (= Sattelpeilnstein) die Grenze der Mark Cham nach Osten und Südosten bildeten. Nach Westen lagen die Pfarreien Nittenau und Zell noch in der Mark Cham.
Es ist nicht eindeutig geklärt, ob das Gebiet um Waldmünchen mit den Pfarreien Treffelstein und Tiefenbach zur Mark Cham gehörte. Lioba Throner und Karl Bosl nehmen das an und denken an eine Grenze entlang der Schwarzach zwischen der Mark Nabburg und der Mark Cham. Emma Mages hat daran Zweifel, weil Waldmünchen nicht im ältesten Herzogsurbar von 1231 genannt wurde.
Das Gebiet des heutigen Landkreises Cham entspricht ungefähr der Mark Cham, die sich im Süden an die Mark Nabburg anschloss. Die Grenze zwischen Mark Nabburg und Mark Cham ist nicht eindeutig geklärt. Es könnte sein, dass Rötz und Tiefenbach als Grenzpfarreien des Dekanats Altendorf der Mark Nabburg zugerechnet werden müssen und dass die Grenze zur Mark Cham weiter südlich im Schwarzachtal verlief. Annähernd deckungsgleich mit dem Gebiet der Mark Cham war das Gebiet des Dekanats Cham. Kirchliche und politische Kolonisations-, Verteidigungs- und Verwaltungsinteressen ergänzten einander.

## Geschichte
Mitte des 11. Jahrhunderts organisierte Kaiser Heinrich III. das Grenzland. Im Rahmen dieses Prozesses gründete er die beiden Marken Cham und Nabburg. Diese Marken dienten als königliche Verwaltungsbezirke, hatten aber auch wehrpolitischen Charakter. Die Mark Cham hatte eine große militärische Bedeutung für die Grenzsicherung.
Die Mark Cham wurde 1055 erstmals urkundlich erwähnt. Dies geschah in einer Schenkungsurkunde Heinrich III. für Hemmo. Hemmo erhielt die Dörfer Touerihc und Schlammering zu Eigen.
Weitere Erwähnungen der Mark Cham in den Quellen:
In einem Diplom König Heinrichs IV. aus dem Jahr 1058 wurde von 4 Königshufen in Grasfilzing am Chamb und einer Mühle (vermutlich die Eichmühle) gesagt, dass sie sich in der Mark Cham befinden. 1086 übergab Heinrich IV. die Orte Grabitz, Furth im Wald, Kothmaißling, Tichesberg (= Degelberg oder Teichelberg), Grasmannsdorf, Buchberg (bei Cham oder Himterbuchberg) und Sichowa (Seuchauer Mühle oder Giegerhof) an den Regensburger Domvogt Friedrich aus dem Haus der Grafen von Bogen. Von allen diesen Orten wurde gesagt, dass sie in der Mark Cham liegen. In einer Traditionsnotiz von ungefähr 1100 wird die Mark Cham unter der Bezeichnung marcha Boemania erwähnt.
Der Gründung der Mark Cham ging die vorgeschichtliche Besiedelung der Gegend um den Galgenberg voraus. Auf dem Galgenberg wurde Ende des 8. Jahrhunderts die Reichsburg Cham erbaut, die zum Zentrum der Mark Cham wurde. Zahlreiche archäologische Funde in der Umgebung des Galgenberges bezeugen diese Entwicklung. Die Burg Cham stellte auf deutscher Seite ein Gegenbollwerk zu den Burggrafen von Taus auf böhmischer Seite dar.
Den Kern der Mark Cham bildete der Königsgutkomplex Campriche, die Umgebung der Reichsburg Cham auf dem Galgenberg bei Altenstadt. Er entsprach dem Urpfarrsprengel von Chammünster. Der Umfang der gesamten Mark Cham fiel mit dem Umfang des Dekanats Cham zusammen entsprechend der Pfarreienbeschreibung von 1326.
Im Gebiet der Mark Cham mussten die Bauern das sogenannte Marchfutter zahlen. Das war eine Abgabe, die zunächst aus Hafer bestand und von den Bauern des Königslandes geleistet wurde. Sie diente dazu, an der Grenze eine ständige Reiterei zu unterhalten und entsprach zusammen mit den freien Wehrbauern, die es ebenfalls in der Mark Cham gab, dem böhmischen Chodenwesen. Aus den freien Wehrbauern entstand die große Zahl des freien Eigens, die sich im Landgericht Cham bis in das 18. Jahrhundert hinein erhalten hat.
Um die Burg Cham herum entstanden im 11. Jahrhundert zahlreiche Dienstmannenburgen, deren Inhaber der Ministerialität der Markgrafen von Cham angehörten. Diese Burgen entstanden in Katzberg, Brunnendorf, Püdensdorf, Satzdorf, Windischbergerdorf, Kothmaißling, Buchberg, Runding, Chameregg, Göttling, Thierling, Traubenbach, Loifling, Altenmarkt, Michelsdorf, Wilting, Tasching, Vilzing, Penting, Kolmberg, Döfering, Darstein, Wölsting, Walting, Dalking, Arnschwang, Zifling, Nanzing, Döbersing.
Herrschaftsverhältnisse:
Der Markgraf war das Oberhaupt der Mark Cham. Er hatte seinen Sitz auf der Burg Cham. 1050 wurde ein Sizzo als Graf des Campriche erwähnt. Sizzo starb kinderlos. Sein Neffe Rapoto III., Sohn von Sizzos Schwester Adala und Diepold I., wurde mit der Markgrafschaft Cham belehnt. Er fiel 1080 in der Schlacht bei Hohenmölsen. Nachfolger wurde sein Sohn Rapoto IV. Dieser starb 1099 in Regensburg an einer Seuche. Ihm folgte Diepold III., Vetter von Rapoto IV. und Sohn Diepolds II. Er war auch Markgraf der Mark Nabburg. Die Markgrafschaft Cham blieb unter der Herrschaft der Diepoldinger-Rapotonen bis zu deren Aussterben Mitte des 13. Jahrhunderts.
Als Markgraf Berthold II. von Vohburg 1204 starb, ohne Kinder zu hinterlassen, ging die Mark Cham in das Territorium von Herzog Ludwig über.
Die Marken Nabburg und Cham blieben bis zum letzten Drittel des 13. Jahrhunderts bestehen. Dann erwarben die Wittelsbacher nach und nach das Gebiet und fassten es in neue Gebietseinheiten zusammen. Dies führte zu einer Dezentralisierung der ehemaligen Marken. Umfang, Aufgabe und Struktur der Marken Cham und Nabburg wurden durch die wittelsbachischen Landesteilungen in den späteren Jahrhunderten verwischt.
Nachfolgende Verwaltungseinheiten der Mark Cham waren das Gericht Cham / die Grafschaft Cham (1269–1803), das Landgericht Cham (1803–1862), das Bezirksamt Cham (1862–1939) und der Landkreis Cham (ab 1939).

## Zusammenfassung
Die Mark Cham und das Dekanat Cham entstanden im 11. Jahrhundert auf demselben Gebiet. Im Laufe der Jahrhunderte änderte sich die Zusammensetzung dieses Gebietes viel Male, es wurde in kleinere politische und kirchliche Verwaltungseinheiten zerschlagen. Ende des 20. Jahrhunderts und Anfang des 21. Jahrhunderts stellte sich jedoch die ursprüngliche Gebietsordnung wieder her, so dass sich der heutige Landkreis Cham und das heutige Dekanat Cham ungefähr wieder auf dem ursprünglichen Gebiet der Mark Cham und des ursprünglichen Dekanats Cham befinden.